# Atletica leggera ai Giochi olimpici intermedi - Lancio del disco
Ai Giochi olimpici intermedi di Atene 21 atleti parteciparono alla gara di lancio del disco. La prova si tenne il 25 aprile nello Stadio Panathinaiko. Non ci furono qualificazioni: si disputò direttamente la finale.

## L'eccellenza mondiale
| Record olimpico: Saint Louis 1904 | 39,28 m | M. Sheridan | Presente |
| Migliore prest. mondiale 1905     | 43,69 m | M. Sheridan | Presente |

## Finale
I greci vogliono vincere la gara-simbolo dei Giochi dell'antichità, il loro eroe è Nikolaos Georgantas, ma Sheridan lancia più lontano.
| Pos     | Paese       | Atleta              | Età | Misura  |
| ------- | ----------- | ------------------- | --- | ------- |
| Oro     | Stati Uniti | Martin Sheridan     | 25  | 41,46 m |
| Argento | Grecia      | Nikolaos Georgantas | 26  | 38,06 m |
| Bronzo  | Finlandia   | Verner Järvinen     | 36  | 36,82 m |

Martin Sheridan, irlandese di nascita, rappresenta ai Giochi intermedi la sua patria adottiva.